# Jaś i Małgosia (film 2005)
Jaś i Małgosia (niem. Hänsel und Gretel) – niemiecki film familijny, będący adaptacją baśni braci Grimm o tym samym tytule. Film jest częścią do cyklu filmów telewizyjnych Märchenperlen (Bajkowe Perły). Został wyprodukowany w 2005 roku.

## Obsada
- Johann Storm jako Jaś
- Nastassja Hahn jako Małgosia
- Henning Peker jako Ojciec
- Sibylle Canonica jako Czarownica
- Christian Habicht jako Leśniczy
- Claudia Geisler-Bading jako Matka
- Christian Steyer jako narrator